# Karatsu
Karatsu (jap. 唐津市 Karatsu-shi) – miasto portowe w Japonii, na wyspie Kiusiu (Kyūshū), w prefekturze Saga.
1 stycznia 2005 roku miasteczka: Chinzei, Hamatama, Hizen, Kyūragi, Ōchi i Yobuko, a także wieś Kitahata (wszystkie z powiatu Higashimatsuura) zostały dołączone do miasta Karatsu.
1 stycznia 2006 roku do miasta dołączono wieś Nanayama (z powiatu Higashi-Matsuura).

## Populacja
Zmiany w populacji Karatsu w latach 1970–2015:
| Rok  | Populacja |
| ---- | --------- |
| 1970 | 141 171   |
| 1975 | 138 572   |
| 1980 | 142 224   |
| 1985 | 142 057   |
| 1990 | 139 888   |
| 1995 | 137 436   |
| 2000 | 134 144   |
| 2005 | 131 116   |
| 2010 | 126 811   |
| 2015 | 122 859   |

## Miasta partnerskie
- Reihoku
- Yangzhou
- Yeosu
- Seogwipo